# Elle Logan
Eleanor (Elle) Logan (Portland (Maine), 27 december 1987) is een Amerikaans roeister. Logan won als onderdeel van de Amerikaanse acht driemaal de olympische gouden medaille tijden de spelen van 2008, 2012 en 2016. Logan is ook drievoudig wereldkampioen in de acht.

## Resultaten
- Olympische Zomerspelen 2008 in Peking  in de vier-zonder-stuurman
- Wereldkampioenschappen roeien 2009 in Poznań  in de vier-zonder
- Wereldkampioenschappen roeien 2010 in Cambridge  in de acht
- Wereldkampioenschappen roeien 2011 in Bled  in de acht
- Olympische Zomerspelen 2012 in Londen  in de vier-zonder-stuurman
- Wereldkampioenschappen roeien 2013 in Chungju 5e in de skiff
- Wereldkampioenschappen roeien 2014 in Amsterdam  in de acht
- Wereldkampioenschappen roeien 2015 in Aiguebelette-le-Lac  in de twee-zonder
- Olympische Zomerspelen 2016 in Rio de Janeiro  in de acht

1976: Goretzki & Knetsch & Richter & Ahrenholz & Kallies & Ebert & Lehmann & Müller & Wilke ·
1980: Boesler & Neisser & Köpke & Schütz & Kühn & Richter & Sandig & Metze & Wilke ·
1984: O'Steen & Metcalf & Bower & Graves & Flanagan & Norelius & Thorsness & Keeler & Beard ·
1988: Strauch & Zeidler & Haacker & Wild & Kluge & Schröer & Balthasar & Stange & Neunast ·
1992: Barnes & Taylor & Delehanty & Crawford & McBean & Worthington & Monroe & Heddle & Thompson ·
1996: Tănase & Cochelea & Gafencu & Spîrcu & Olteanu & Lipă & Popescu & Ignat & Georgescu ·
2000: Damian & Susanu & Olteanu & Cochelea & Dumitrache & Lipă & Gafencu & Ignat & Georgescu ·
2004: Florea & Susanu & Bărăscu & Papuc & Gafencu & Lipă & Damian & Ignat & Georgescu ·
2008: Cafaro & Cummins & Davies & Francia & Goodale & Lind & Logan & Shoop & Whipple ·
2012: Cafaro & Francia & Lofgren & Ritzel, Musnicki & Logan & Lind, Davies & Whipple ·
2016: Elmore & Gobbo & Logan & Musnicki, Polk & Regan & Schmetterling & Simmonds & Snyder ·
2020: Roman & Gruchalla-Wesierski & Roper & Proske & Grainger & Mailey & Payne & Wasteneys & Kit ·
2024: Rusu & Anghel & Bodnar & Lehaci & Adam & Bereș & Vrînceanu & Radiș & Petreanu